# Presnenski

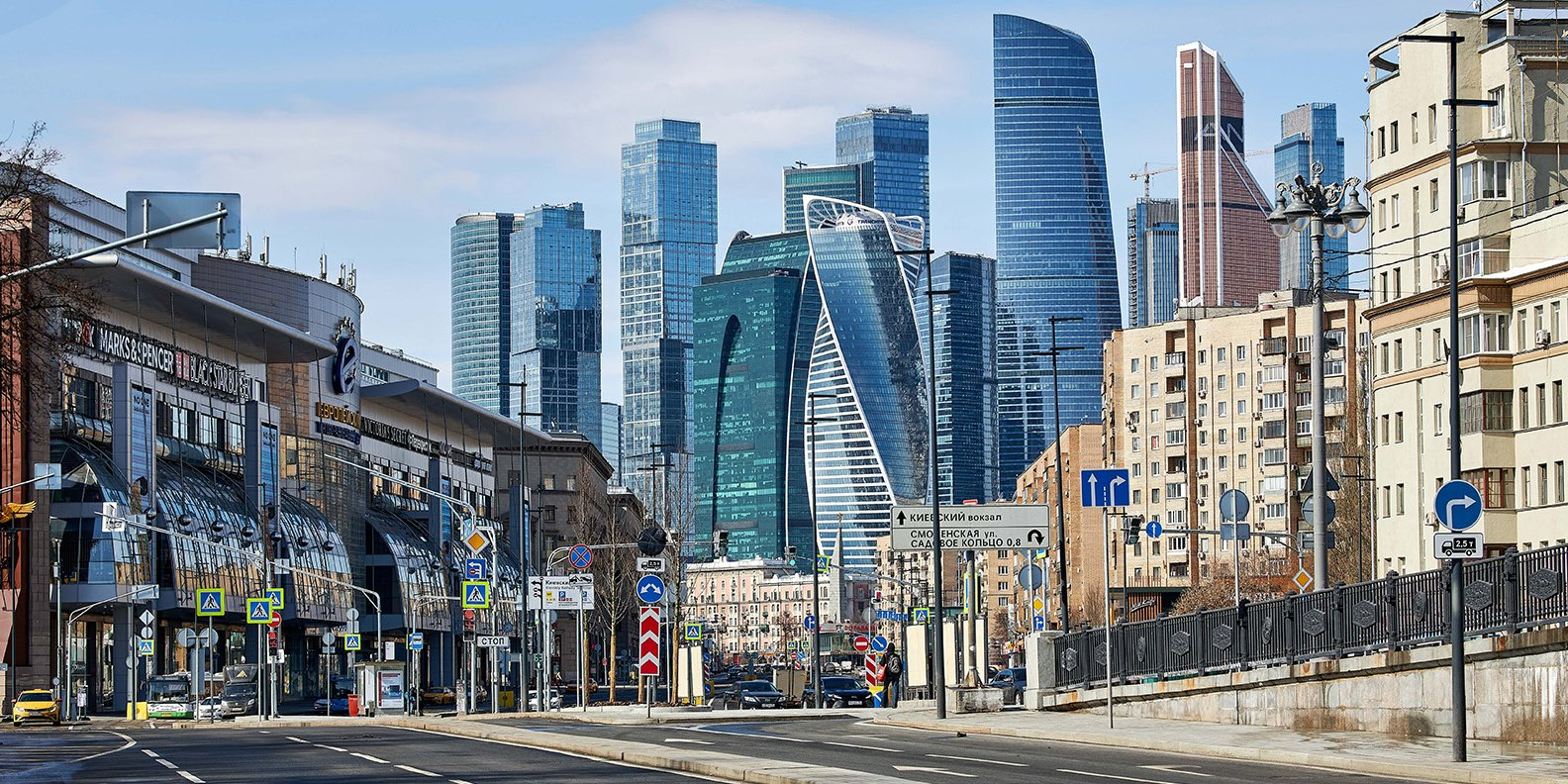
Der Finanzdistrikt Moskau City

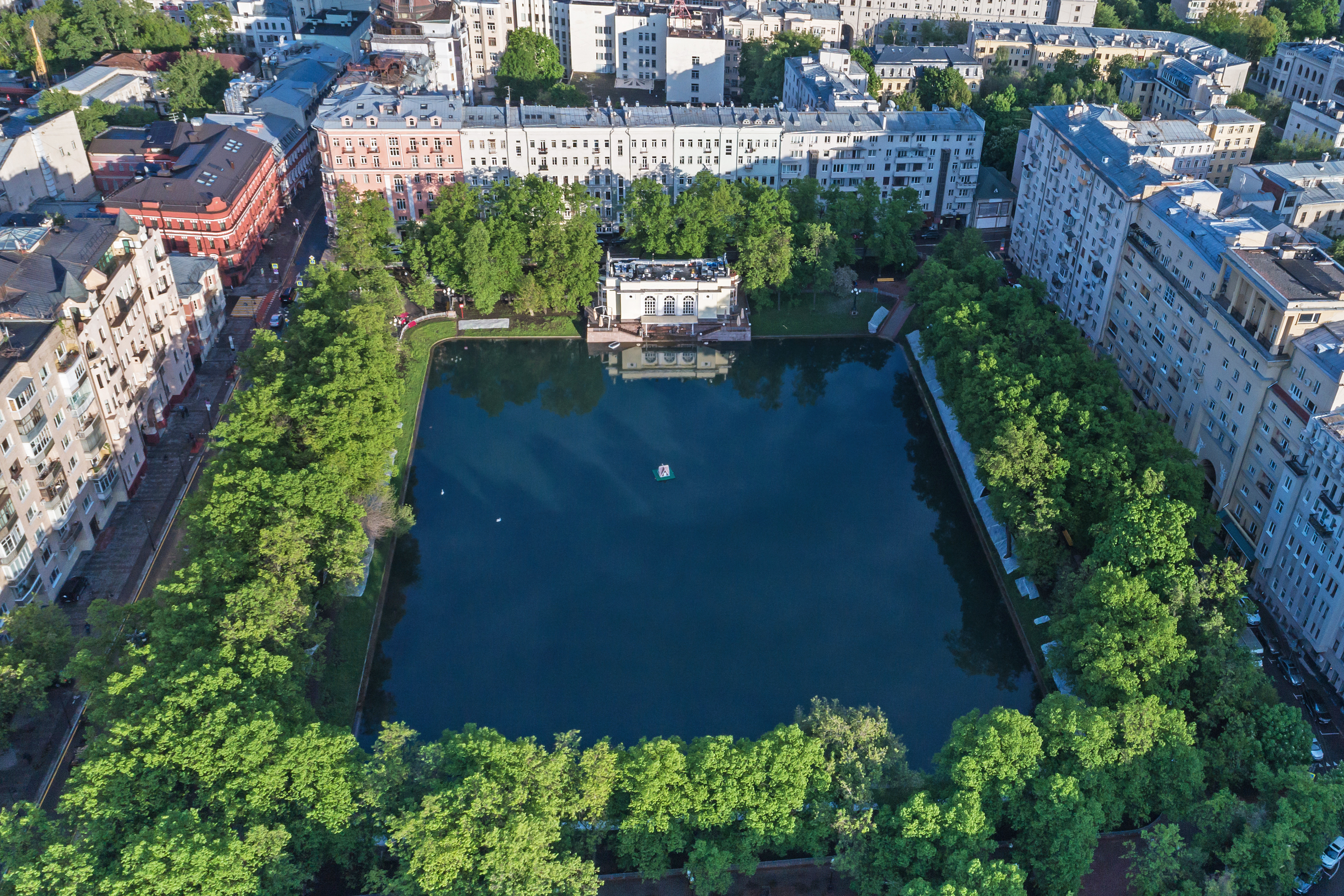
Patriarshy Ponds

Der Bezirk Presnenski, gemeinhin Presnja (Пре́сня) genannt, ist ein Stadtteil Moskaus im Zentralen Verwaltungsbezirk von Moskau. Im zentralen Verwaltungsbezirk ist das Viertel eines der größten und vielfältigsten. Es besteht aus wohlhabenden Wohndistrikten, Verwaltungsgebäuden und historischen Industrievierteln.
Der Name Presnja bezieht sich auf den Fluss Presnja, der heute zu großen Teilen unterirdisch kanalisiert ist, und der unmittelbar neben dem Weißen Haus in die Moskwa mündet.

## Sehenswürdigkeiten

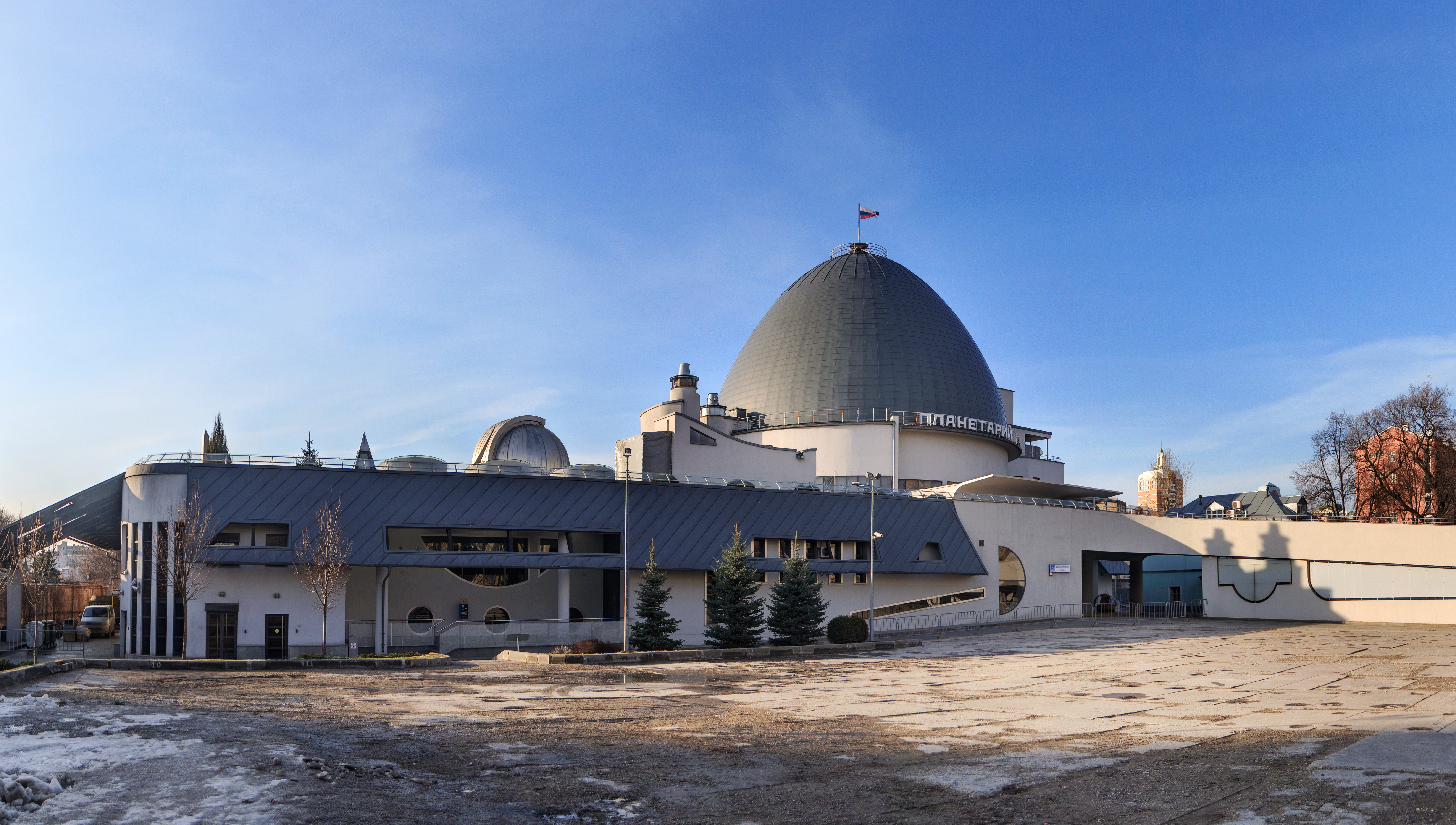
Das Moskauer Planetarium

In dem Bezirk befinden sich das Weiße Haus, das Regierungsgebäude der Russischen Föderation, das Wohnhaus am Kudrinskaja-Platz, der Moskauer Zoo, die Patriarchenteiche, der Wagankowoer Friedhof und das Moskauer Finanzviertel. In Presnja befindet sich auch das Moskauer Planetarium. Es wurde 1927 bis 1929 erbaut und gilt als eines der wenigen architektonischen Beispiele der Russischen Avantgarde. Der unter Denkmalschutz stehende Bau dient heute als Planetarium und Museum. In dem Distrikt befindet sich ein weiteres Observatorium, das Sternberg-Institut für Astronomie der Moskauer Lomonossow-Universität, eingeweiht im Jahr 1831. Das Observatorium, das im Lauf der Geschichte mehrfach erweitert wurde, ist seit 1990 geschlossen.